# Toader Hrib
Toader Hrib (n. 22 iunie 1897, Arbore, Bucovina, azi în județul Suceava – d. 1991, Arbore) a fost un țăran bucovinean autodidact, care a moștenit și a strâns o colecție cu caracter istoric și etnografic, înființând un Muzeu de istorie și artă populară în locuința sa din satul Arbore.

## Biografie
S-a născut în 1897 în familia țăranilor arboreni Gheorghe și Maria Hrib, neștiutori de carte. A urmat cursurile școlii primare, apoi gimnaziul, unde a absolvit șapte clase. Țăranii din familia Hrib au adunat timp de trei generații un mic tezaur format din diferite obiecte, printre care se găseau și diferite ustensile din gospodăria țăranului român, arme, bani vechi etc. Bunicul și apoi tatăl său strângeau aceste obiecte vechi într-o ladă mare. Moștenind pasiunea pentru obiectele de anticariat de la înaintașii săi, Toader Hrib a colindat localitățile din jurul satului Arbore și a cumpărat, acolo unde i s-au cerut bani, obiecte din gospodăria țăranilor.
În perioada interbelică, el a luat parte la diferite congrese ținute la Cernăuți sau la București. S-a implicat în conducerea comunei Arbore între anii 1930-1948, îndeplinind în mai multe rânduri funcția de primar și de membru al Consiliului local. În perioada regimului comunist, a fost arestat, fiind denunțat că ascultă postul Radio Europa Liberă. Deși aparatul radio marca „Pionier”, care prindea doar posturile ce transmiteau pe unde lungi, nu putea recepționa emisiunile Europei Libere, Toader Hrib a fost condamnat la închisoare.
În perioada celor două războaie mondiale și a anilor de închisoare, o mare parte din obiecte și materiale, alături de unele manuscrise, s-au pierdut. Ieșit din închisoare, el a continuat să strângă picturi, obiecte de cult, obiecte casnice, unelte agricole ieșite din uz etc. A încercat să obțină aprobarea oficială pentru a deschide un muzeu în locuința sa, dar nu a reușit.
Valoarea colecției sale a fost recunoscută după ce, la începutul anului 1966, o parte din colecția sa a fost cumpărată de Muzeul Județean Suceava, pentru a fi expusă în vitrinele acestuia. În același an, Comitetul raional de partid Rădăuți și-a dat avizul pentru a fi deschisă o colecție muzeală în locuința sa. S-a trecut la etichetarea obiectelor din muzeu, iar pe fațada casei sale s-a pus o placă pe care scria "MUZEU". Muzeul era adăpostit în două camere și în cerdacul casei.
În muzeu erau expuse obiecte cu valoare de anticariat, unele unicat (cioburi de lut ars, unelte de lemn, iatagane, zale ruginite, căști și ghiulele, grenade, lăzi de zestre, opinci, un meteorit, monede vechi, un plug de lemn, o balanță, Ocaua lui Cuza, „Istoria frumosului Arghir”, tipărită în chirilică, scara șeii haiducului Darie, fluiere, cimpoi, fotografii vechi, ouă încondeiate, ștergare, icoane” etc.) Cât a trăit, Toader Hrib a dorit să-și primească personal vizitatorii. Anual, mii de vizitatori de pe toate meridianele lumii au trecut pragul acestui muzeu, la sfârșitul anului 1979 fiind trecuți în jurnal aproape 70.000 vizitatori.
Toader Hrib a decedat în 1991 și a fost înmormântat în cimitirul bisericii Arbore.
În prezent, Muzeul de la Arbore este închis și părăsit, iar exponatele au fost risipite, fiind vândute de urmașii lui Toader Hrib. Scriitorul Mircea Radu Iacoban găsea în 2005 în curtea casei lui Toader Hrib "doar bălării. Dulapuri-vitrină știrbe și golite zac afară, în tindă. Geamuri opace, din pricina colbului adunat prin ani. Tristețea casei pustii și abandonate o accentuează inutilitatea firmei de pe fronton: MUZEU. Un muzeu... părăsit." 

## Citate
„Toader Hrib a fost un personaj formidabil, din stirpea întârziată a lui Neculce, despre care generațiile de acum mă tem că nici nu au auzit. Greu de spus c-a fost un autodidact: țăranul de la Arbore, cu puțina știință de carte ce-o agonisise, era doar convins că, în această eternă trecere lumească, cineva se cuvine să nemurească faptele, întâmplările, chipurile, trăirile celor din jurul său, sub deviza cronicărească „ca să se știe” și cu motivația generoasă „dacă nu se știe, să se afle și să se mai știe încă un veac”.”—Mircea Radu Iacoban - "Colțul Condeierului. Să vezi și să nu crezi. Bate vîntul...", în "Monitorul de Suceava", 16 septembrie 2005

## Lucrări publicate
- Cronica de la Arbore" (Ed. Junimea, Iași, 1972)